# NGC 2546
NGC 2546 је расејано звездано јато у сазвежђу Крма које се налази на NGC листи објеката дубоког неба.
Деклинација објекта је - 37° 37' 0" а ректасцензија 8h 12m 24,0s. Привидна величина (магнитуда) објекта NGC 2546 износи 6,3. NGC 2546 је још познат и под ознакама OCL 726, ESO 369-SC7.